# Miljöradikalerna i Lekeberg
Miljöradikalerna i Lekeberg (MR) är ett lokalt politiskt parti i Lekebergs kommun. Under mandatperioden 1998/2002 innehade partiet ett mandat i Lekebergs kommunfullmäktige. I valet 2006 erhöll partiet 41 röster, vilket motsvarade 0,92 procent. Valresultatet ledde inte till någon representation i kommunfullmäktige. Vid kommunfullmäktigevalet 2010 erhöll partiet endast tre röster (0,06%).